# Leopold van Beieren (1846-1930)
Leopold Maximiliaan Jozef Maria Arnulf (München, 9 februari 1846 – aldaar, 28 september 1930) was een Duits militair. Hij was de tweede zoon van prins-regent Luitpold van Beieren en jongere broer van koning Lodewijk III.
Hij nam in 1861 dienst in het leger van Beieren, werd in 1864 tot Eerste luitenant bevorderd en naar de artillerie overgeplaatst. In 1866 nam hij deel aan de Pruisisch-Oostenrijkse Oorlog en in 1870/71 aan de Frans-Duitse Oorlog. Hij werd in 1875 generaal-majoor en in 1881 luitenant-generaal en bevelhebber van de 1e divisie. Tijdens de Eerste Wereldoorlog kreeg hij in april 1915 het bevel over het Negende Leger in Polen. In september 1916 werd hij opperbevelhebber aan het oostfront.

## Huwelijk en kinderen
Hij was sinds 20 april 1873 gehuwd met aartshertogin Gisela, dochter van keizer Frans Jozef. Uit dit huwelijk werden vier kinderen geboren:
- Elisabeth (1874-1957), zij trouwde in het geheim met de Duitse aristocraat baron Otto Ludwig Philipp von Seefried auf Buttenheim.
- Augusta (1875-1964)
- George (1880-1943)
- Koenraad (1883-1969)

## Militaire loopbaan
- Leutnant: 28 november 1861[1]
- Oberleutnant: 5 juni 1864[1]
- Hauptmann: 28 april 1867[1]
- Major: 11 december 1870[1]
- Oberstleutenant: 27 maart 1871[1]
- Oberst: 18 februari 1873[1]
- Generalmajor: 1 november 1875[1]
- Generalleutnant: 16 juni 1881[1]
- General der Kavallerie: 2 maart 1887[1]
- Generaloberst: 9 februari 1896 ( met de rang van een Generalfeldmarschall)[1]
- Generalfeldmarschall: 1 augustus 1916 (koninkrijk Pruisen), (koninkrijk Beieren: 1 januari 1905)[1]

## Onderscheidingen
- Pour le Mérite op 5 augustus 1915[1][2]
  - Eikenloof op 25 juli 1917[1][2]
- Grootkruis van het IJzeren Kruis op 4 maart 1918[1]
- IJzeren Kruis 1914, 2e klasse[1]
- Grootkruis in de Militaire Max Joseph-Orde op 5 augustus 1915[1]

- Bibliothèque nationale de France: cb121404983 (data)
- Gemeinsame Normdatei: 122271122
- International Standard Name Identifier: 0000 0000 5488 2185
- Library of Congress Control Number: n84189891
- Nationale Bibliotheek van Israël: 987007271207905171
- Nationale Bibliotheek van Polen: a0000001047229
- Nederlandse Thesaurus van Auteursnamen: 071585532
- Réseau des bibliothèques de Suisse occidentale: 02-A012419156
- Istituto Centrale per il Catalogo Unico: MUSV038484
- Système universitaire de documentation: 083161317
- Virtual International Authority File: 9883589
- WorldCat: E39PBJrGyyP3RDbCXV8PvJYkjC